# Laure Adler
Pour les articles homonymes, voir Adler.
Laure Adler, née Laure Suzanne Anne Clauzet le 11 mars 1950 à Caen, est une journaliste française, biographe, essayiste, éditrice, productrice de radio et de télévision.

## Biographie

### Famille et jeunesse
Fille d'un ingénieur agronome, Laure Clauzet grandit à Conakry dans la colonie française de Guinée, qui est alors encore une composante de l'Afrique-Occidentale française, dans une maison au bord de l'océan Atlantique, puis, après l'indépendance de la Guinée et jusqu'à ses dix-sept ans, à Abidjan en Côte d'Ivoire. Elle arrive en France avec sa famille en 1967 à Clermont-Ferrand.

### Études
Laure Clauzet intègre le lycée de jeunes filles Jeanne-d'Arc à Clermont-Ferrand, et lors du mouvement de Mai 68, elle est déléguée pour l'Union nationale des comités d'action lycéens (UNCAL) à Paris. Elle découvre alors Jean-Paul Sartre, Simone de Beauvoir et Marguerite Duras. Très frondeuse, elle est menacée d'être renvoyée de son lycée à trois mois du baccalauréat, mais elle est soutenue par son professeur de philosophie,,. 
Après avoir obtenu une maîtrise de philosophie, elle soutient en 1978 sa thèse de 3e cycle en histoire à l’EHESS, sous la direction de Jean-Paul Aron, thèse consacrée à « L'avènement de la parole des femmes : la presse des femmes : 1830-1850 ».

### Vie personnelle
Après 1968, Laure Clauzet rencontre dans un kibboutz en Israël l'ethnologue Alfred Adler, marié et père d'un fils, qui devient son premier mari (après leur divorce, elle gardera son nom pour sa vie publique). En 1970, elle donne naissance à un premier enfant. En 1985, son deuxième enfant, Rémi, meurt de maladie à neuf mois, sujet auquel elle consacre un livre, édité chez Gallimard : À ce soir. 
Elle donne ensuite naissance à deux filles, Léa et Paloma, issues de son mariage avec l'écrivain Alain Veinstein (né en 1942), ancien producteur à France Culture,.

### Carrière
Laure Adler arrive à France Culture par hasard au début des années 1970 pour le remplacement d'une amie ; elle y travaillera durant quarante ans. Elle est d'abord l'assistante puis la « porte-plume » du producteur de l'émission Panorama, Jacques Duchateau. En 1974 elle devient productrice. C'est à cette occasion qu'elle participe à l'émission Les Nuits magnétiques, animée par Alain Veinstein,.
Entre 1981 et 1987, elle participe régulièrement à l'émission télévisée de débat de Michel Polac, Droit de réponse, sur TF1.
En 1989, François Mitterrand l'appelle comme conseillère à la culture, elle occupe ce poste jusqu'en 1993. Elle ne suit pas le président à la fin de son second septennat, mais accepte qu'il lui raconte ses réflexions dont elle tirera le livre L'Année des adieux (Flammarion, 1995).
Elle réintègre la télévision en 1993 : pendant quatre ans elle anime pour France 2  l'émission nocturne de débats culturels Le Cercle de minuit, créée par Michel Field. À partir de 1995, elle est membre du jury du prix de l'Écrit intime.
En 1997, après avoir collaboré avec les éditions Payot, Denoël et Plon, elle intègre la maison Grasset en tant que responsable des essais et documents.
En 1998, elle publie une biographie de Marguerite Duras. Alain Vircondelet dénonce alors une « escroquerie intellectuelle » et l'accuse d'avoir « cannibalisé » son travail ainsi que celui d'autres écrivains ou journalistes comme Christiane Blot-Labarrère, sans références ou citations. Bien que les accusations de Vircondelet aient été alors totalement ignorées, ces références et citations sont rétablies par Gallimard dans l'édition de poche,.
La même année elle devient directrice de la collection « Partage du savoir » aux Presses universitaires de France.

### Direction de France Culture
En janvier 1999 Laure Adler est nommée directrice de France Culture. Au cours de cette période elle remanie en profondeur l'image et la programmation de la chaîne, mais ses choix sont contestés par des associations d’auditeurs,, par certains journalistes et des producteurs de la chaîne. Durant ces années 1999-2005 l'audience journalière augmente plus que significativement en moyenne et selon Médiamétrie, cependant la durée d'écoute diminue. Sa gestion a été perçue comme étant dirigiste. 

#### Conflits
Les critiques de l'action de Laure Adler à la tête de France Culture ont également porté sur la place faite à l'actualité.
En 2007, elle intente un procès au responsable d'une association d'auditeurs de France Culture, Antoine Lubrina, pour un slogan qu'elle trouve injurieux : « Vivre et penser comme des porcs ». Antoine Lubrina estime que les programmes de France Culture se sont dégradés afin d'accroître l'audience. Sous Laure Adler, cette audience est passée de 400 000 à 600 000, mais Antoine Lubrina fait cette réponse : « Si l’opéra faisait venir Sylvie Vartan et Johnny Hallyday, le public serait plus nombreux, mais ce ne serait pas sa mission ». À la barre, Laure Adler affirme avoir été harcelée par les membres de l'association pendant qu'elle était à la tête de la chaîne,. Finalement, Laure Adler retire sa plainte.
Lors d'une interview au Journal du dimanche en 2012, Laure Adler revient sur ces années là : « J’ai été autoritaire parce qu’il n’y a pas d’autre façon de faire des réformes. Mais j’ai beaucoup travaillé en collectif. Si j’étais colérique, je serais moins insomniaque. J’ai subi beaucoup de violence à France Culture. J’ai été agressée physiquement, sexuellement, moralement. On m’attendait le soir, au sixième étage, à 22 heures, devant l’ascenseur. Un type entrait avec moi et me crachait au visage. Des mecs se planquaient sur la banquette arrière de ma voiture ; les Renseignements généraux me prévenaient qu’on m’attendait lors de manifestations culturelles ; les pare-brise des voitures garées autour de la Maison de la Radio étaient recouverts de tracts où l’on me caricaturait en pute. [...] Une fois redevenue journaliste, j’ai engagé une action juridique, un tract injurieux de 2005 d’une association d’auditeurs de France Culture ayant été la goutte d’eau qui a fait déborder le vase. Jean-Paul Cluzel a accepté d’être à mes côtés. Nous avons gagné notre procès en 2007. »,.
Elle participe toujours à l'émission À voix nue, qui se présente comme une interview très pointue d’une personnalité intellectuelle, artistique ou politique marquante. La diversité des personnalités invitées est garantie par un système de producteurs tournants, ce qui permet notamment de réserver quelques entretiens à des personnalités peu présentes dans les médias,. Selon l'association Acrimed, Laure Adler met en place en 2005, avant son départ de la direction de France Culture, une nouvelle organisation où elle devient la seule productrice de l'émission, l'une des plus prestigieuses et les mieux rémunérées de la chaîne,.

#### Controverse à propos de Miguel Benasayag
En 2004, Laure Adler supprime la chronique quotidienne du psychanalyste Miguel Benasayag sur France Culture, alors qu'il venait de présenter dans sa dernière chronique le livre d'Évelyne Sire-Marin, du Syndicat de la magistrature, intitulé Police et Justice dont la thèse principale est la similitude entre les propositions du Front national en matière de sécurité et les mesures législatives prises par Nicolas Sarkozy, ministre français de l'Intérieur, et Dominique Perben, ministre français de la Justice, pendant le gouvernement de Jean-Pierre Raffarin. Laure Adler affirme que Miguel Benasayag n'a pas suivi le cahier des charges qui stipulait de « mettre en perspective l’actualité d’un point de vue intellectuel et culturel ». Elle lui reproche d'avoir transformé « sa chronique en plaidoyer pro domo, pour sa propre vision du monde », et que cela « n’est pas ce qui était convenu »,,.
Miguel Benasayag estime que le cahier des charges est très flou et affirme : « J’ai été renvoyé pour les raisons mêmes qui avaient motivé mon embauche : mes convictions politiques et philosophiques de gauche. C’est de la censure ». Laure Adler déclare à l'AFP que Miguel Benasayag « a transformé sa chronique en plaidoyer pour l’altermondialisation » et qu’elle lui avait déjà demandé de « corriger cette dérive, ce dont il n’a pas tenu compte ». La position de Laure Adler est contestée par certains journalistes, qui estiment que le départ de Miguel Benasayag est dû à sa critique du gouvernement. La Société des journalistes (SDJ) de Radio France déclare : « Les prérogatives d’une direction de chaîne dans le recrutement de ses chroniqueurs ne se discutent pas. En revanche, la méthode employée pour se séparer du philosophe et psychanalyste Miguel Benasayag est, selon la SDJ, inacceptable tant sur le fond que sur la forme. Laure Adler, directrice de France Culture, se dit attachée à la liberté d'expression, mais elle reproche à ce chroniqueur d'être trop militant, trop engagé, d’avoir des compétences inadaptées à l'espace qui lui était imparti. Rappelons qu'il a été embauché il y a un peu plus d'un an, et reconduit en septembre pour ses qualités d'analyste. Il est consternant de penser que sa liberté de ton est sanctionnée parce que jugée politiquement incorrecte ».
La SDJ, qui avait réagi dans une affaire antérieure à certains propos d'un autre chroniqueur, Alexandre Adler, évoque un deux poids deux mesures, rapportant qu'à l'époque, Laure Adler avait répondu que les chroniqueurs avaient une totale liberté d’expression.

### Autres activités
Durant la Mostra de Venise 2003, Laure Adler préside le jury de la section « Contre-Courant », consacrée à de nouveaux cinéastes. 
Entre 2004 et 2006, elle anime sur Arte l'émission mensuelle d'entretiens Permis de penser,.
En décembre 2005, quittant la direction de France Culture pour rejoindre le groupe La Martinière, elle prend la direction du secteur « Littérature et Documents » des éditions du Seuil, fonction dont elle est licenciée en 2006 en raison d'un conflit de personnalités, selon Le Temps. D'après Le Monde elle est en désaccord avec Denis Jeambar, le nouveau PDG du Seuil, sur la réorganisation interne. Elle avait même déjà donné sa démission (refusée quelques semaines auparavant) car elle ne croyait pas à un fonctionnement structuré en quatre pôles (littérature, sciences humaines, poches, images). Par ailleurs, une partie des éditeurs de la maison reprochent à Laure Adler une activité « brouillonne et désordonnée ».
En mars 2007, elle signe avec 150 personnes un texte appelant à voter pour Ségolène Royal, « contre une droite d'arrogance », pour « une gauche d'espérance ».
En 2008, elle donne des cours d'histoire des femmes et du féminisme à l'Institut d'études politiques de Paris.
Elle présente[Quand ?] sur France Inter Studio Théâtre et anime plusieurs années l'émission littéraire Tropismes sur France Ô et Hors-Champs sur France Culture. Elle est membre du conseil d'orientation du groupe de réflexion En Temps Réel, membre du conseil d'administration du Théâtre de la Ville à Paris ainsi que de l'université d'Avignon et des pays de Vaucluse, et membre du conseil de surveillance du quotidien Le Monde.
Elle anime[Quand ?][Où ?], avec Bruno Racine, l'émission Le Cercle de la BnF, en collaboration avec Le Magazine littéraire, et fait partie, à partir de 2009, du jury du prix de la BnF. En 2009, elle participe à la commission Culture et université présidée par Emmanuel Ethis.
Fin août 2012 commence « l'affaire Millet », l'écrivain Richard Millet ayant publié un pamphlet provocateur Éloge littéraire d'Anders Breivik, un tueur de masse norvégien. Laure Adler déclare : « faire d'un tueur en série un héros de notre temps est très grave », et elle parle de « dérive idéologique ». Elle appelle Gallimard à licencier Richard Millet.

### À France Inter
À la rentrée 2015, Laure Adler anime sur France Inter l'émission Permis de penser, qui consiste en un débat contradictoire entre deux intellectuels sur un sujet d'actualité, et où peuvent être abordés des thèmes de géopolitique, de philosophie, de morale et de diplomatie. Selon Télérama, cette émission représente pour Laure Adler un retour au débat politique, et permet de faire entendre « des singularités de pensée », par exemple sur les changements diplomatiques de la France par rapport au régime syrien, ou bien en organisant un débat sur les « questions de crise migratoire et de montée des populismes sur le Vieux Continent ».
Du 29 août 2016 au 29 juin 2023, elle anime l'émission L'Heure bleue, sur la tranche 20h - 21h en semaine, diffusée le plus souvent en direct. Elle y invite pour dialoguer avec elle « des artistes, écrivains, chanteurs ou encore philosophes comme elle l'a toujours fait », selon Télérama, à la télévision auparavant, et dans Hors-champs sur France Culture. 
L’arrêt de L’Heure bleue et le départ de Laure Adler de France Inter à la fin de la saison 2022-2023 sont annoncés en avril 2023,.

### Divers
À partir de 2014, Laure Adler enquête sur la vieillesse à travers divers domaines culturels et les réalités de terrain en France. Ses constats et analyses sont rassemblés dans l'essai La Voyageuse de nuit.
En février 2016, croyant à un canular téléphonique, elle décline la proposition de François Hollande — via Robert Zarader — de devenir ministre de la Culture.
Depuis fin janvier 2021 elle participe à l'émission C ce soir sur France 5.
Elle figure parmi les douze « femmes puissantes » interrogées par sa collègue de France Inter Léa Salamé dans son livre éponyme paru en 2020. Laure Adler y affirme : « Pour moi, la féminité d'aujourd'hui, c'est Angela Merkel ». Elle affirme également au micro de Léa Salamé que « c'est le moment pour les femmes de reconnaître qu'elles possèdent de la puissance ».

## Publications

### Biographies
- 1986 : L'Amour à l'arsenic : histoire de Marie Lafarge, Denoël.
- 1998 : Marguerite Duras, Gallimard.
- 2005 : Dans les pas de Hannah Arendt, Gallimard, 645 pages
- 2008 : L'insoumise, Simone Weil, Actes sud.
- 2011 : Françoise, Grasset (sur Françoise Giroud).
- 2015 : François Mitterrand, journées particulières, Flammarion.
- 2019 : Charlotte Perriand, Gallimard  (ISBN 978-2-0728-4765-3)
- 2022 : Françoise Héritier, le goût des autres, Albin Michel  (ISBN 978-2-226-44161-4)
- 2023 : Agnès Varda, Gallimard  (ISBN 978-2-07-301322-4)

### Essais
- 1979 : À l'aube du féminisme : les premières journalistes, Payot.
- 1981 : Misérable et glorieuse. La femme au XIXe siècle, sous la direction de Jean-Paul Aron, Fayard.
- 1983 : Secrets d'alcôve : une histoire du couple de 1830 à 1930, Hachette Littératures.
- 1987 : Avignon : 40 ans de festival, avec Alain Veinstein, Hachette.
- 1990 : La Vie quotidienne dans les maisons closes de 1830 à 1930, Hachette.
- 1994 : Les Femmes politiques, Le Seuil.
- 2006 : Les Femmes qui lisent sont dangereuses, avec Stefan Bollmann, Flammarion.
- 2007 : Les Femmes qui écrivent vivent dangereusement, avec Stefan Bollmann, Flammarion.
- 2008 : Femmes hors du voile, photographies d'Isabelle Eshraghi, éditions du Chêne.
- 2009 : Les Femmes qui aiment sont dangereuses, avec Elisa Lécosse, Flammarion.
- 2010 : La Beauté des nuits du monde de Marguerite Duras, textes choisis et présentés par Laure Adler, éditions La Quinzaine littéraire, coll. « Voyager avec ».
- 2011 : Les Femmes qui lisent sont de plus en plus dangereuses, avec Stefan Bollmann, Flammarion.
- 2011 : Manifeste féministe, éd. Autrement.
- 2011 : Les Maisons closes, éditions Fayard.
- 2012 : Le Bruit du monde, éditions Universitaires d'Avignon.
- 2016 : Tous les soirs, éditions Actes Sud.
- 2018 : Les Femmes artistes sont dangereuses, avec Camille Viéville, Flammarion.
- 2020 : La voyageuse de nuit, Éditions Grasset.
- 2022 : Les Femmes artistes sont de plus en plus dangereuses, avec Camille Viéville, Flammarion.
- 2024 : Les Femmes photographes sont dangereuses, avec Clara Bouveresse, Flammarion

### Dictionnaire
- 2017 : Dictionnaire intime des femmes, éditions Stock.

### Récits
- 1995 : L'Année des adieux, Flammarion (rééd. 2011, augmenté d'un avant-propos).
- 2001 : À ce soir, (autobiographie) Gallimard.

### Roman
- 2013 : Immortelles, Grasset.

### Entretiens
- 2002 : Avant que la nuit ne vienne, avec Pierre de Bénouville, Grasset.
- 2006 : Jean-Pierre Chevènement : entretiens, éditions Michel de Maule.
- 2007 : Starck, Philippe : entretiens, Flammarion.
- 2007 : J. Attali : entretiens, éditions Michel de Maule.
- 2009 : Le Théâtre, oui quand même, avec Jacques Lassalle, Éditions Universitaires d'Avignon
- 2009 : Histoire de notre collection de tableaux - Pierre Bergé Yves Saint Laurent, avec Pierre Bergé, Actes Sud.
- 2009 : La Passion de l'absolu, avec George Steiner, éditions de l'Aube.
- 2010 : Roland Dumas : entretiens, éditions Michel de Maule.
- 2011 : Le Chemin de la vie, avec Maurice Nadeau, éditions Verdier.
- 2013 : Qui sommes-nous ? Fragments d'identité, avec Wajdi Mouawad, Éditions Universitaires d'Avignon.
- 2013 : Nouveau Romantique, avec Éric Vigner et Christophe Honoré, Éditions Universitaires d'Avignon.
- 2014 : Le théâtre, sensation du monde, avec Claude Régy, Éditions Universitaires d'Avignon.
- 2016 : La philosophie, le théâtre, la vraie vie, avec Alain Badiou, Éditions Universitaires d'Avignon.
- 2016 : Changer le monde par le théâtre, avec Marie-José Malis, Éditions Universitaires d'Avignon.
- 2016 : Sacré souffle. Poésie, théâtre, politique, avec Christian Schiaretti, Éditions Universitaires d'Avignon.
- 2017 : Fracas et poétique du théâtre, avec Julien Gosselin, Éditions Universitaires d'Avignon.
- 2017 :  De la représentation à l'exposition de soi, avec Angélica Liddell, Éditions Universitaires d'Avignon.
- 2017 : La métamorphose des corps, avec Madeleine Louarn, Éditions Universitaires d'Avignon.
- 2018 : Enfants, animaux et idiots, avec Emma Dante, Éditions Universitaires d'Avignon.
- 2018 : Épanouis et virevoltants, avec Thomas Quillardet, Éditions Universitaires d'Avignon.
- 2018 : Le spectacle, contrat imaginaire, avec Tiago Rodrigues, Éditions Universitaires d'Avignon.
- 2022 : La beauté de la lumière, avec Etel Adnan, Éditions du Seuil.

### Préfaces
- 2000 : Une histoire du racisme : des origines à nos jours de Christian Delacampagne, Le Livre de poche/France Culture.
- 2002 : Petites chroniques de la vie comme elle va d'Étienne Gruillot, Éditions du Seuil.
- 2003 : Marguerite Duras et l'histoire de Stéphane Patrice, PUF.
- 2004 : Rwanda : un génocide oublié ? Un procès pour mémoire de Laure de Vulpian, Bruxelles, éditions Complexe.
- 2005 : Les Deux Amants de Marie de France, Bruxelles, éditions Complexe.
- 2010 : Alain Crombecque. Au fil des rencontres de Christine Crombecque, postface, Actes Sud.
- 2010 : Voyage et gourmandises en pays Salers de Régine Rossi-Lagorce, éditions Mines de rien.
- 2011 : Dimanche et autres nouvelles d'Irène Némirovsky, Le Livre de poche.

### Participations
- 1999 : L'Illettrisme en toutes lettres. Textes, analyses, documents, entretiens, témoignages, éditions Flohic.
- 2005 : Paris. Au nom des femmes, Descartes & Cie.
- 2006 : L'Universel au féminin, tome 3, L'Harmattan.
- 2008 : Festival d'Aix : 1948-2008, Actes Sud.
- 2010 : Voyager avec Marguerite Duras, édition La Quinzaine littéraire.
- 2010 : Pensez, lisez. 40 livres pour rester intelligent !!!, Éditions Points.
- 2012 : Le Bruit du monde : le geste et la parole, Éditions universitaires d'Avignon.

## Filmographie

### Réalisation
- 2023 : La Révolte des vieux, co-écrit et réalisé avec Jérémy Frey.

### Co-scénariste
- 1994 : Hiver 54, l'appel de l'abbé Pierre, co-écrit avec Patrick Rotman et Élisabeth Kapnist.
- 1996 : L'Île des enfants, co-écrit avec Dominique Gros.
- 2009 : Claude Lanzmann - Il n'y a que la vie, co-écrit avec Sylvain Roumette.

## Décorations
- Chevalière de la Légion d'honneur, 29 novembre 2006[48]
- Officière de la Légion d'honneur, 31 décembre 2015[48].
- Chevalière de l'ordre national du Mérite, nommée par décret du 10 novembre 1998[49]